# Bomullsfröolja
Bomullsfröolja är en fet olja som utvinns genom pressning eller extraktion av frön från olika varianter av bomullsplantan. Frönas oljehalt är 15–25 %. Oljans fettinnehåll är till ca 70 % omättat fett som varierar, beroende på ursprung, med 13–44 % enkelomättat och 33–60 % fleromättat fett.

## Egenskaper
Den råa oljan är grumlig och rödbrun eller smutsgul till färgen. Färgen beror på vilken art av bomullsfrö och vilken produktionsmetod som använts. Efter filtrering har den renade oljan en halmgul färg och densitet på 0,924. Vid avkylning till 10–12 °C sker utskiljning av stearin och vid -1 °C stelnar oljan. Den råa oljan har en skarp doft och smak medan renad olja har en god nötaktig smak.

## Framställning

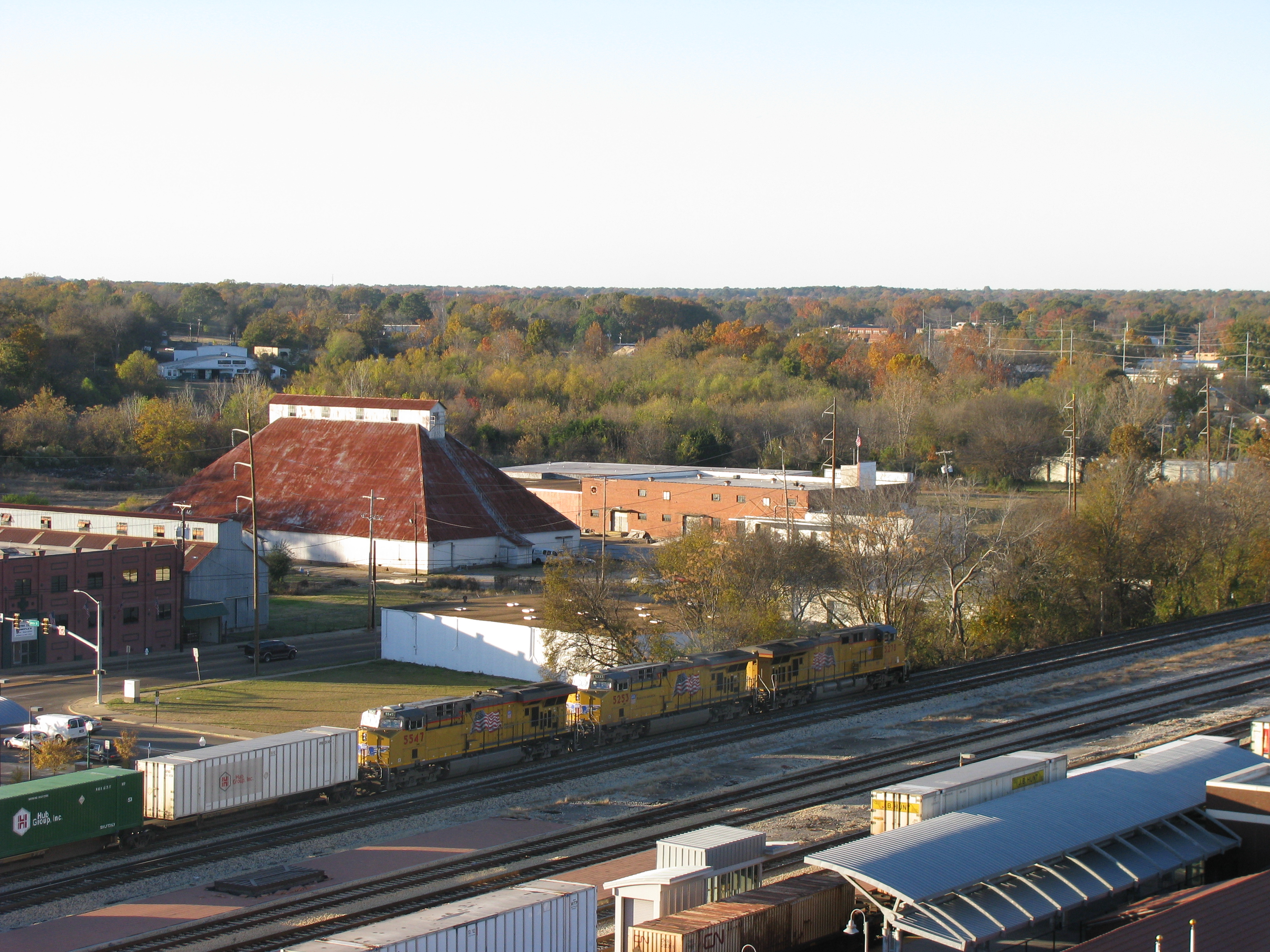
Oljefabrik i Jackson, Mississippi.

Vid framställningen av oljan putsas fröna från kvarvarande bomull för att sedan krossas och pressas. Om oljan ska utvinnas genom extraktion mals fröna till ett fint mjöl som blandas med bensin vilken löser oljan som sedan kan återvinnas genom destillation. Resterna efter pressning eller extraktion pressas till bomullsfrökakor som kan användas till kreatursfoder. Den utvunna råoljan filtreras för fortsatt användning och för användning i mat bleks den vanligen med aktiverad blekjord. 

## Användning
Den renade oljan används dels för tillverkning av tvål och såpa, dels för framställning av bomullsstearin (smältpunkt 26–40 °C) för användning i margarintillverkning. Den flytande fraktionen används som matolja och sardinolja. Den kan även hydreras till fast form för användning för ovannämnda ändamål.
I såp- och tvåltillverkning kan användas den råa oljan som på grund av sin halt av fria fettsyror lättare låter förtvåla sig.